# Luigi Antonio Cantafora

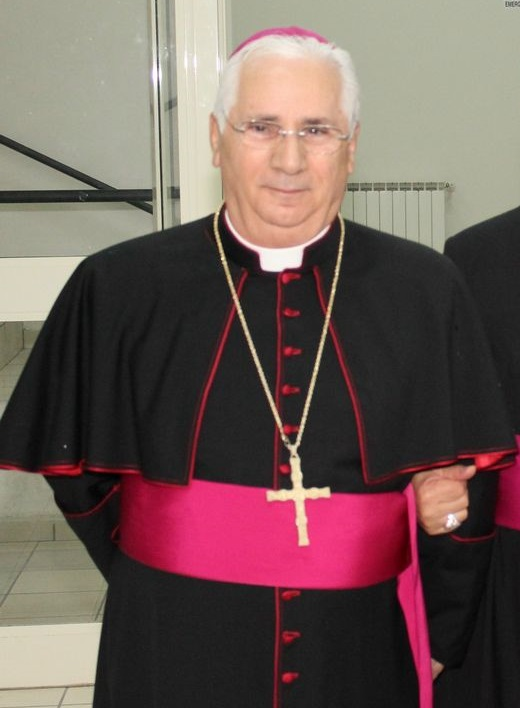
Luigi Antonio Cantafora (Oktober 2013)

Bischofswappen von Luigi Antonio Cantafora

Luigi Antonio Cantafora (* 10. April 1943 in Scandale; † 19. Juli 2025 in Crotone) war ein italienischer römisch-katholischer Geistlicher und Bischof von Lamezia Terme.

## Leben
Luigi Antonio Cantafora trat in das Knabenseminar im Jahr 1956 ein und studierte Philosophie und Theologie am Päpstlichen Regionalseminar „San Pio X.“ in Catanzaro. Am 19. Juli 1969 empfing er durch den Bischof von Crotone, Pietro Raimondi, das Sakrament der Priesterweihe und hatte verschiedene Ämter in seinem Bistum inne.
Am 24. Januar 2004 ernannte ihn Papst Johannes Paul II. zum Bischof von Lamezia Terme. Der Apostolische Nuntius in Italien, Erzbischof Paolo Romeo, spendete ihm am 25. März desselben Jahres die Bischofsweihe; Mitkonsekratoren waren der Erzbischof von Crotone-Santa Severina, Andrea Mugione, und der emeritierte Bischof von Lamezia Terme, Vincenzo Rimedio. Die Amtseinführung erfolgte am 2. April 2004.
Papst Franziskus nahm am 3. Mai 2019 seinen altersbedingten Rücktritt an. Er starb am 19. Juli 2025, dem 56. Jahrestag seiner Priesterweihe, in Crotone.